# Клевцов, Сергей Трофимович
Сергей Трофимович Клевцов (1905-1943) — ефрейтор Рабоче-крестьянской Красной Армии, участник Великой Отечественной войны, Герой Советского Союза (1943).

## Биография
Сергей Клевцов родился 19 марта 1905 года в деревне Полевая Плота (ныне — Щигровский район Курской области). После окончания неполной средней школы работал в военизированной охране. В марте 1943 года Клевцов был призван на службу в Рабоче-крестьянскую Красную Армию. С того же года — на фронтах Великой Отечественной войны. Принимал участие в боях на Центральном и 1-м Украинском фронтах, был наводчиком станкового пулемёта 1087-го стрелкового полка 322-й стрелковой дивизии 13-й армии.
23 сентября 1943 года в бою у дороги Чернобыль — Гдень Клевцов пулемётным огнём нанёс противнику большие потери. На следующий день, вернувшись в расположение основных сил, Клевцов продолжал сражаться. Он неоднократно отличался в боях за Гдень и Паришев, во время форсирования Припяти.
Указом Президиума Верховного Совета СССР от 16 октября 1943 года за «доблесть и мужество, проявленные при форсировании рек Десны, Днепра и Припяти» ефрейтор Сергей Клевцов был удостоен высокого звания Героя Советского Союза.
14 декабря 1943 года Клевцов погиб в бою за село Вышевичи Радомышльского района Житомирской области Украинской ССР. Похоронен в Вышевичах. На братской могиле сооружены памятник и стела.